# Ho99o9
Ho99o9 (wymawiane jako Horror) – amerykańska grupa muzyczna wykonująca kombinację eksperymentalnego hip-hopu oraz hardcore punka. Założona przez Jeana „theOGM” Lebrun i Lawrence’a „Eddy” Eaddy w Newmark w 2012, ale w 2014 muzycy przenieśli się do Los Angeles, gdzie wzbudzili duże zainteresowanie swoimi koncertami. 
5 maja 2017 ukazał się pierwszy album studyjny grupy zatytułowany United States Of Horror.
Zespół pierwszy raz w Polsce zagrał w ramach Off Festival 7 sierpnia 2015. 

## Dyskografia

### Albumy
- United States Of Horror (2017)

### Minialbumy
- Mutant Freax (2014)
- Horrors of 1999 (2015)
- Cyber Warfare (2019)

### Single
- Casey Jones/Cum Rag (2014)
- Bone Collector (2014)
- Blood Waves (2016)
- The Dope Dealerz/Double Barrel (2016)
- Neighborhood Watch (2017)
- Lights Out (razem z 3TEETH; 2018)
- Time's Up (with 3TEETH; 2018)
- Twist Of Fate/Cobra (razem z Ghostemane; 2019)